# Corythucha ulmi
Corythucha ulmi är en insektsart som beskrevs av Henry Fairfield Osborn och Drake 1916. Corythucha ulmi ingår i släktet Corythucha och familjen nätskinnbaggar. Inga underarter finns listade i Catalogue of Life.